# Peter Wilfred Novecosky
Peter Wilfred Novecosky OSB (* 27. April 1945; † 14. August 2024) war ein kanadischer Ordensgeistlicher und Abt von Saint Peter-Muenster.

## Leben
Peter Wilfred Novecosky trat der Ordensgemeinschaft der Benediktiner bei und empfing am 11. Juli 1970 die Priesterweihe. Er wurde am 23. Juli 1990 zum Abt von Saint Peter-Muenster gewählt und der Papst Johannes Paul II. bestätigte am 19. Oktober desselben Jahres die Wahl. Bis 1998 hatte er als Abt der Territorialabtei St. Peter in Muenster, einer Abtei mit angegliedertem bistumsähnlichen Gebiet, die Jurisdiktionsgewalt eines Bischofs, nicht aber dessen Weihegewalt, inne. Er war Mitglied der örtlichen Bischofskonferenz. 1998 ging die Funktion auf das Bistum Saskatoon über.